# Alois Lechner
Alois Lechner (6. června 1849 Leiben – 16. února 1919 Inzersdorf) byl rakouský křesťansko sociální politik, na počátku 20. století poslanec Říšské rady, v poválečném období poslanec rakouské Národní rady.

## Biografie
Vychodil jednotřídní národní školu, působil jako majitel hospodářství v Inzersdorfu. Od roku 1888 byl starostou Inzersdorfu. Zasedal v okresní školní radě v Sankt Pöltenu. Angažoval se v Křesťansko sociální straně Rakouska. Od roku 1896 byl poslancem Dolnorakouského zemského sněmu.
Na počátku 20. století se zapojil i do celostátní politiky. Ve volbách do Říšské rady roku 1907, konaných poprvé podle všeobecného a rovného volebního práva, získal mandát v Říšské radě (celostátní zákonodárný sbor) za obvod Dolní Rakousy 63. Usedl do poslanecké frakce Křesťansko-sociální sjednocení. Mandát obhájil za týž obvod i ve volbách do Říšské rady roku 1911 a byl členem klubu Křesťansko-sociální klub německých poslanců. Ve vídeňském parlamentu setrval až do zániku monarchie. Profesně byl k roku 1911 uváděn jako zemský poslanec, starosta a majitel hospodářství.
Po válce zasedal v letech 1918–1919 jako poslanec Provizorního národního shromáždění Německého Rakouska (Provisorische Nationalversammlung).